# D.Kodihalli, Nagamangala
D.Kodihalli là một làng thuộc tehsil Nagamangala, huyện Mandya, bang Karnataka, Ấn Độ.